# ロバート・メトカーフ
ロバート・メランクトン・メトカーフ（Robert Melancton Metcalfe、1946年4月7日 - )は、アメリカの電気工学者（electrical engineer）。愛称はボブ・メトカーフ（Bob Metcalfe）。パロアルト研究所所属中に、イーサネットの共同発明者のひとりとなった。後に3Comを創業。メトカーフの法則でも知られている。2012年現在、Polaris Venture Partners のゼネラルパートナーを務めている。2011年1月からテキサス大学オースティン校で電気工学教授と技術革新ディレクターを務めている。

## 学生時代まで
ニューヨークのブルックリン区で生まれる。1964年、高校 (Bay Shore High School) を卒業。1969年、マサチューセッツ工科大学で、電気工学と産業管理の学士号を取得して卒業。ハーバード大学大学院に進学し、1970年に修士号を取得。

## 経歴
ハーバード大学では新たなARPANETと大学を接続する責任者になれなかったため、計算機科学の博士号を得るため、MITの Project MAC に職を求める。Project MAC では、MITのミニコンピュータ群とARPANETを接続する責任者となった。ARPANETに夢中になっていたメトカーフは、その仕事を博士論文のテーマとした。しかし、ハーバードは彼を落第させた。パロアルト研究所で働いていたとき、ハワイ大学のALOHAnetに関する論文を読み、新たな博士論文の着想を得る。ALOHAnetモデルのいくつかの問題とその対策を考案し、それを論文に組み込んで改訂し、1973年にハーバードから Ph.D. を得た。
1973年、パロアルト研究所で働いていたとき、デビッド・ボグスと共にイーサネットを発明。これがコンピュータ同士の短距離接続の標準となった。メトカーフはイーサネットが誕生した日を1973年5月22日だとしている。この日彼は "Alto Ethernet" と題したメモに大まかな動作原理を書いて回覧した。メトカーフは「このとき初めてエーテルとして同軸ケーブルを使うアイデアを表すイーサネットという言葉がうまれた。AlohaNetやARPAnetのように参加しているステーションがデータのパケットを注入したとき、パケットは毎秒数メガビットの速度で飛び回り、衝突と再送と後戻りが発生するだろうという意味が含まれている」と述べている。ボッグスはイーサネットの誕生した日を1973年11月11日だとしている。これはシステムが稼働しはじめた日である。
1979年、パロアルト研究所を離れスリーコムを創業。LAN関連装置の製造業者である。1980年、LAN（特にイーサネット）開発への貢献に対してACMグレース・ホッパー賞を受賞。1990年、経営陣の争いからスリーコムを追い出された。その後10年間、コンピュータネットワークの専門家としてInfoWorldにてコラムを執筆するなど、IDGで副社長として働いた。2001年にはベンチャーキャピタリストとなり、2012年現在は Polaris Venture Partners のゼネラルパートナーとなっている。
2010年11月、テキサス大学オースティン校の技術革新ディレクターに選ばれた。2011年1月から同大学で働き始めている。

## 受賞歴
1996年、「イーサネットの開発・標準化・商業化における模範的かつ持続的なリーダーシップ」を称えられIEEE栄誉賞を受賞。
2003年3月14日、「イーサネットの発明・標準化・商業化におけるリーダーシップに対して」ジョージ・W・ブッシュからホワイトハウスにてアメリカ国家技術賞を授与された。2007年5月には他の17名と共にオハイオ州アクロンの全米発明家殿堂入りを果たした。
2008年10月、コンピュータ歴史博物館のフェロー賞を受賞。2023年チューリング賞、2024年ベンジャミン・フランクリン・メダル受賞。

## 間違った予言
技術的貢献以外では、1995年に「翌年にはインターネットが壊滅的に崩壊するだろう」と予言し、もし間違っていたら「誤りを認めて前言を取り消す (eat one's word)」と約束したことで知られている。1997年の第6回WWW国際会議での基調講演で、その予言をしたコラムのコピーを何らかの液体と共にミキサーにかけ、そのパルプの塊を飲み込んだ（ "eat one's word" を言葉通りに実行した）。当初メトカーフは巨大なケーキで約束を実行しようとしたが、聴衆が強く抗議したため、このような形となった。
オープンソースソフトウェアとLinuxに対して批判的であり、特にマイクロソフトが Windows 2000 をリリースしたらLinuxは消え去るだろうと予言したことがある。
オープンソースのイデオロギーはユートピア的ナンセンスであり…共産主義を思い起こさせる。（中略）Linuxは唯心論者によるユートピアで育った有機的ソフトウェア（のようなもの）である。（中略）その有機的果実が販売されると、あなた方はオープンな傷 (sores) のある小さなリンゴに余分な代金を払う。これがオープンな傷運動 (Open Sores Movement) だ。（Windows 2000 が）登場すれば、Linuxとはおさらばだ。—ロバート・メトカーフ、Inforworld
なお、2週間後にはコラムで若干取り消している。
私はコラムで卑劣な言い方を採用する誘惑に抗し切れなかったことを恥じている（中略）Open Sores イニシアチブについてジョークを言ってフレームを煽るべきではなかった。—ロバート・メトカーフ、InfoWorld
また、1990年代半ばには無線ネットワークが死に絶えるだろうと予言している。
無線モバイルのバブルは今年中にはじけても、我々は単に有線のファイバーに戻るだけだ（中略）風呂にはまだ鉛管が配管されているように。ほぼ同様の理由で、コンピュータは有線で接続されたままだろう。—ロバート・メトカーフ、InfoWorld

## 主な著作
- "Packet Communication", MIT Project MAC Technical Report MAC TR-114, December, 1973 (a recast version of Metcalfe's Harvard dissertation)
- "Zen and the Art of Selling", Technology Review, May/June 1992[19]